# Radioactive (Lied)
Radioactive (englisch für: „radioaktiv“) ist ein Lied der US-amerikanischen Rockband Imagine Dragons aus dem Jahr 2012.

## Entstehung und Veröffentlichung
Geschrieben wurde das Lied gemeinsam von den Imagine-Dragons-Mitgliedern Ben McKee, Dan Reynolds und Wayne Sermon, zusammen mit den Koautoren Alexander Grant (Alex da Kid) und Josh Mosser. Alex da Kid zeichnete zudem auch für die Produktion verantwortlich.
Die Erstveröffentlichung von Radioactive erfolgte am 14. Februar 2012 bei Interscope Records, als Teil der fünften Imagine-Daragons-EP Continued Silence (Katalognummer: 12UMGIM06090). Am 4. September desselben Jahres erschien es als Teil des Debütalbums Night Visions (Katalognummer: 12UMGIM46901). Nachdem das Lied am 26. November 2012 zunächst als Promo-Tonträger und kurze Zeit später als Videoauskopplung erschien, wurde es am 3. Mai 2013 offiziell als fünfte Single aus dem Album ausgekoppelt. Diese erschien als 2-Track-CD-Single mit einem Remix zu It’s Time, einer der vorangegangenen Singles, als B-Seite. In den folgenden Wochen erschienen zudem weitere digitale Singleausführungen, die sich durch die Anzahl und Auswahl der B-Seiten unterscheiden.

## Musikvideo
Das dazugehörige Musikvideo entstand im Syndrome Studio und verzeichnete bis Dezember 2024 über 1,5 Milliarden Aufrufe auf der Videoplattform YouTube.

## Rezeption
Radioactive wurde auf den Billboard Music Awards 2014 in der Kategorie „Billboard Music Award for Top Streaming Song (Audio)“ ausgezeichnet.

## Kommerzieller Erfolg

### Chartplatzierungen
Radioactive avancierte zum Nummer-eins-Erfolg in Schweden. Darüber hinaus erreichte es diverse Top-10-Platzierungen, darunter auch mit Rang vier in Deutschland. Dort platzierte sich die Single 65 Wochen in den Top 100 und zählt zu den erfolgreichsten Dauerbrennern der 2010er-Jahre.
| ChartsChartplatzierungen       | Höchstplatzierung | Wochen |
| ------------------------------ | ----------------- | ------ |
| Deutschland (GfK)              | 4 (65 Wo.)        | 65     |
| Österreich (Ö3)                | 4 (43 Wo.)        | 43     |
| Schweiz (IFPI)                 | 5 (63 Wo.)        | 63     |
| Vereinigte Staaten (Billboard) | 3 (87 Wo.)        | 87     |
| Vereinigtes Königreich (OCC)   | 12 (107 Wo.)      | 107    |

| ChartsJahrescharts (2013)      | Platzierung |
| ------------------------------ | ----------- |
| Deutschland (GfK)              | 9           |
| Österreich (Ö3)                | 14          |
| Schweiz (IFPI)                 | 24          |
| Vereinigte Staaten (Billboard) | 3           |
| Vereinigtes Königreich (OCC)   | 30          |

| ChartsJahrescharts (2014)      | Platzierung |
| ------------------------------ | ----------- |
| Vereinigte Staaten (Billboard) | 57          |

### Auszeichnungen für Musikverkäufe
Radioactive verkaufte sich laut Quellen und Schallplattenauszeichnungen weltweit über 24,3 Millionen Mal. Es verkaufte sich alleine in Deutschland über 1,2 Millionen Mal, womit es zu einer der meistverkauften Singles des Landes zählt. Bis Dezember 2024 war es mit Last Resort (Papa Roach) der meistverkaufte Rocktitel des Landes.
| Land/Region                  | Auszeichnungen für Musikverkäufe (Land/Region, Auszeichnung, Verkäufe) | Verkäufe   |
| ---------------------------- | ---------------------------------------------------------------------- | ---------- |
| Australien (ARIA)            | 10× Platin                                                             | 700.000    |
| Belgien (BRMA)               | Gold                                                                   | 15.000     |
| Brasilien (PMB)              | 4× Diamant                                                             | 1.000.000  |
| Dänemark (IFPI)              | Gold                                                                   | 15.000     |
| Deutschland (BVMI)           | 4× Platin                                                              | 1.200.000  |
| Finnland (IFPI)              | 4× Platin                                                              | 160.000    |
| Frankreich (SNEP)            | —                                                                      | 70.200     |
| Italien (FIMI)               | 4× Platin                                                              | 200.000    |
| Kanada (MC)                  | Diamant                                                                | 800.000    |
| Mexiko (AMPROFON)            | Platin                                                                 | 60.000     |
| Neuseeland (RMNZ)            | 6× Platin                                                              | 180.000    |
| Norwegen (IFPI)              | 2× Platin                                                              | 20.000     |
| Österreich (IFPI)            | 2× Platin                                                              | 60.000     |
| Schweden (IFPI)              | 6× Platin                                                              | 240.000    |
| Schweiz (IFPI)               | Platin                                                                 | 30.000     |
| Spanien (Promusicae)         | 3× Platin                                                              | 180.000    |
| Vereinigte Staaten (RIAA)    | 17× Platin                                                             | 17.000.000 |
| Vereinigtes Königreich (BPI) | 4× Platin                                                              | 2.400.000  |
| Insgesamt                    | 2× Gold · 54× Platin · 6× Diamant ·                                    | 24.330.200 |

Hauptartikel: Imagine Dragons/Auszeichnungen für Musikverkäufe